# Грујица Томовић
Грујица (Неше) Томовић (1888 — 1944) био је српски јунак и добитник Карађорђеве звезде са мачевима.

## Биографија
Рођен је 21. 11. 1888. године у Великој Плани, од оца Неше и мајке Петрије.

Отишао је у ратове 1912. године као редов, а вратио се 1919. резервни официр. У ратовима је учествовао прво у 2. пуку 2 позива, а на Солунском фронту у 22. пешадијском пуку.

Рањаван је 3. 11. 1912. на Облакову код Битоља у леву руку и плећку, на Колубари 1912. године у десни кук, 21. 11. 1915. године у лево колено и 1917. године у десну ногу на Добром Пољу на Солунском фронту. Одликован је 1912. године Сребрном медаљом за храброст, а сребрним војничким орденом КЗ са мачевима одликован је за подвиге на Солунском фронту.

После завршетка рата, једно време је остао активан у служби у Охриду, a затим се демобилисао и вратио на своје имање у Великој Плани. Стигао је да као резервни капетан учествује и у Другом светском рату и ycneo да избегне заробљивање од стране Немаца.

Умро је у свом селу 1944. године у 56. години живота. Са супругом Маријом имао је синове Богољуба и Радомира, и кћери Мирославу, Стамену и Радосаву.